# Plummer (cráter)
Plummer es un cráter de impacto lunar. Se encuentra en la cara oculta de la Luna, al norte de la enorme planicie amurallada del cráter Apolo. A menos de un diámetro de Plummer hacia el norte se halla el cráter Wilsing, de tamaño similar.
|  |

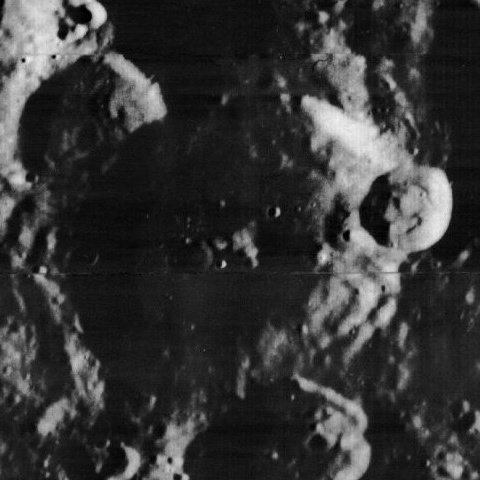
Imagen de la misión Lunar Orbiter 1

Se trata de una formación de cráteres gastada, con varios impactos notables en el brocal. El más grande de éstos es el cráter satélite Plummer M, que yace sobre el sector meridional del borde. Un poco más pequeño es Plummer W, que se superpone a parte del borde exterior noroeste. Un cráter relativamente reciente también corta el borde hacia el este. El suelo interior de Plummer está marcado por solo unos pequeños cráteres, y un pico central bordea el punto medio por el este.

## Cráteres satélite
Por convención estos elementos son identificados en los mapas lunares poniendo la letra en el lado del punto medio del cráter que está más cercano a Plummer.
|         | \| Plummer \| Coordenadas \| Diámetro \| \| ------- \| ---------------------------------- \| -------- \| \| C \| 23°18′S 152°57′O / -23.3, -152.95 \| 29 km \| \| M \| 26°20′S 154°38′O / -26.34, -154.64 \| 41 km \| \| N \| 27°14′S 155°59′O / -27.24, -155.99 \| 42 km \| \| R \| 25°43′S 157°19′O / -25.72, -157.32 \| 22 km \| \| W \| 23°29′S 155°58′O / -23.48, -155.97 \| 33 km \| |          |
| Plummer | Coordenadas | Diámetro |
| C       | 23°18′S 152°57′O / -23.3, -152.95 | 29 km    |
| M       | 26°20′S 154°38′O / -26.34, -154.64 | 41 km    |
| N       | 27°14′S 155°59′O / -27.24, -155.99 | 42 km    |
| R       | 25°43′S 157°19′O / -25.72, -157.32 | 22 km    |
| W       | 23°29′S 155°58′O / -23.48, -155.97 | 33 km    |